# ماكس ريغر (متزحلق جبال الألب)
ماكس ريغر (بالألمانية: Max Rieger)‏ هو متزحلق جبال الألب ألماني، ولد في 10 يوليو 1946 في ميتنفالد في ألمانيا.

## وصلات خارجية
- ماكس ريغر على موقع الاتحاد الدولي للتزلج (التزلج على المنحدرات الثلجية) (الإنجليزية)
- ماكس ريغر على موقع أوليمبيديا (الإنجليزية)